# Dicrocèlids
Els dicrocèlids (Dicrocoeliidae) són una família de trematodes paràsits de la sublcasse dels digenis.

## Llista de gèneres
Es coneixen 48 gèneres, dividits en quatre subfamílies:
Subfamília Dicrocoeliinae Looss, 1899
- Athesmia Looss, 1899
- Athesmioides Cribb & Spratt, 1992
- Brachydistomum Travassos, 1944
- Brachylecithum Shtrom, 1940
- Caballerolecythus Lamothe-Argumedo et al., 2005
- Controrchis Price, 1928
- Corrigia Shtrom, 1940
- Dicrocoelium Dujardin, 1845
- Lutztrema Travassos, 1941
- Lyperosomum Looss, 1899
- Megacetabulum Oshmarin, 1964
- Metadelphis Travassos, 1944
- Opisthobrachylecithum Yamaguti, 1971
- Opistholecithum Baer, 1970
- Pseudathesmia Travassos, 1942
- Pseudoparadistomum Roca, 2003
- Skrjabinosomum Evranova, 1944
- Unilaterilecithum Oshmarin in Skrjabin, 1952

Subfamília Leipertrematinae Yamaguti, 1958
- Bravotrema Groschaft, 1970
- Brodenia Gedoelst, 1913
- Canaania Travassos, 1944
- Concinnum Bhalerao, 1936
- Conspicuum Bhalerao, 1936
- Dictyonograptus Travassos, 1919
- Euparadistomum Tubangui, 1931
- Eurytrema Looss, 1907
- Infidum Travassos, 1916
- Leipertrema Sandosham, 1951
- Lubens Travassos, 1919
- Lutziella Rohde, 1966
- Manidicola Graber & Gevrey, 1981
- Neoeuparadistomum Farooq & Azra Qamar, 1996
- Pancreatrema Oshmarin in Skrjabin, 1952
- Paraconcinnum Vassiliades & Richard, 1970
- Paradistomoidella Brooks & Palmieri, 1981
- Paradistomum Kossack, 1910
- Parametadelphis Travassos, 1955
- Platynosomoides Yamaguti, 1971
- Platynosomum Looss, 1907
- Platynotrema Nicoll, 1914
- Skrjabinus Bhalerao, 1936
- Stromitrema Skrjabin & Evranova, 1944
- Ugandalubens Goodman, 1988

Subfamília Proacetabulorchiinae Odening, 1964
- Proacetabulorchis Gogate, 1940
- Proacetabulorchoides Oshmarin in Oshmarin, Mamaev & Lebedev, 1970

Subfamília Prosolecithinae Yamaguti, 1971
- Hemixenotrema Baer, 1971
- Prosolecithus Yamaguti, 1971
- Yungasicola Gardner & Pérez-Ponce de Leon, 2002